# Glenea caninia
Glenea caninia es una especie de escarabajo del género Glenea, familia Cerambycidae. Fue descrita científicamente por Heller en 1926.
Habita en India. Esta especie mide 10,8-15,6 mm.